# リクルートエージェント

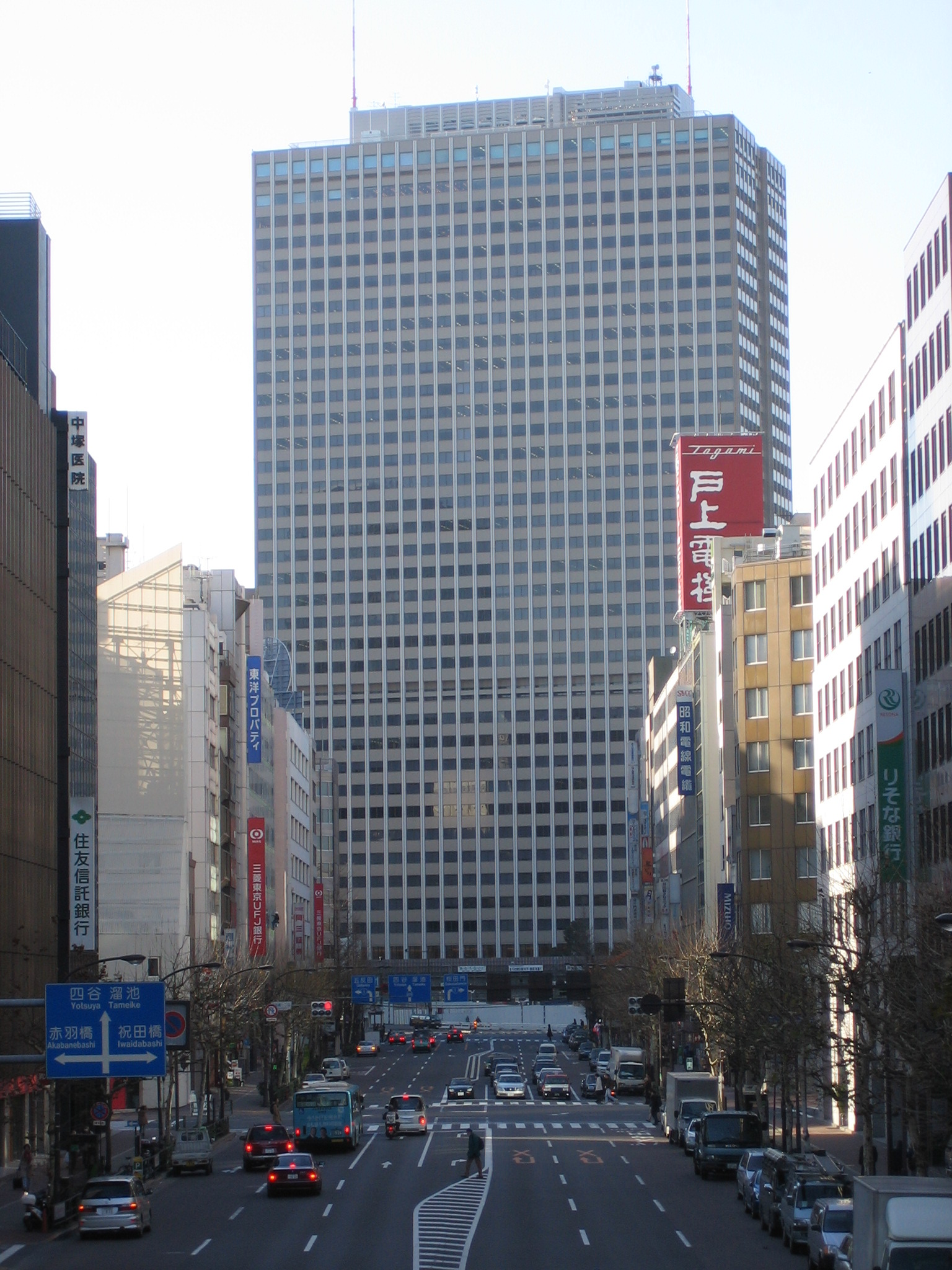
リクルートエージェント本社が入居する霞が関ビルディング

リクルートエージェント（英語: RECRUIT AGENT）はリクルートグループの転職エージェント（人材紹介）サービスである。
株式会社リクルートエージェントが運営を行っていたが、2012年10月からは株式会社リクルートキャリアが運営している。

## 沿革
- 1977年4月 株式会社日本リクルートセンター（現：株式会社リクルート）人材斡旋準備室として発足
  - 11月株式会社人材情報センター設立
- 1982年3月 大阪支社設立
- 1984年4月 株式会社リクルート人材センターに社名変更
- 1987年
  - 6月 シーズ事業部（人材派遣事業）を株式会社シーズスタッフ（現：株式会社リクルートスタッフィング）として分社化
  - 7月 大阪支社が株式会社関西リクルート人材センターとして独立
- 1998年4月 株式会社リクルート人材センターと株式会社関西リクルート人材センターが合併、株式会社リクルートエイブリックに社名変更
- 1999年4月 セカンドキャリアプロモーション事業部設置
- 2001年4月 株式会社リクルート・エックス（現：株式会社リクルートエグゼクティブエージェント）設立
- 2003年5月 ビジネススクール事業として「i-Company」開校
- 2004年10月 セカンドキャリアプロモーション事業部（社外転進事業）を株式会社リクルートキャリアコンサルティングとして分社化。
- 2005年11月 神戸支社開設
  - 10月 理工系大学院生への就職支援事業を開始
- 2006年1月 京都支社開設
  - 4月 株式会社リクルートエージェントに社名変更
  - 5月 神戸、千葉、静岡に支社を開設
- 2007年4月 海外留学生の就職支援事業を開始
  - 5月 宇都宮、新潟、岡山支社を開設
  - 10月 フィリピンと日本との二国間でエンジニアの日本就業支援事業を開始
  - 12月 シーディエスアイ株式会社を子会社化
- 2008年10月 人事のこれからが分かる雑誌「HRmics」を創刊
- 2012年10月 株式会社リクルートHRカンパニーと統合、株式会社リクルートキャリアに社名変更

## 拠点
全国18拠点
- 東京（霞が関、西東京）、札幌、仙台、宇都宮、さいたま、千葉、横浜、静岡、新潟、名古屋、京都、大阪、神戸、広島、岡山、福岡

## CSR（社会貢献）活動

### キッザニア東京へのパビリオン出展
- 「おしごと相談センター」を開設し、日本社会を将来担う子供たちへの職業観や就労観を育成。

### プロアスリートのキャリア支援
- 現在は、プロ野球やJリーグを対象に、関係諸団体に働きかけながら、現役引退後の選手のセカンドキャリア設計をサポート。

## 出身の著名人
Category:リクルートの人物も参照。
コンサルティング関連
- 近藤麻理恵 - コンサルタント、作家

## 関連企業
- リクルート
- リクルートエグゼクティブエージェント
- リクルートキャリアコンサルティング
- リクルートマネジメントソリューションズ
- リクルートコミュニケーションエンジニアリング
- リクルートメディカルキャリア
- リクルートワークス研究所
- リクルートスタッフィング
- シーディーエスアイ （CDSi K.K.）
- 上海瑞可利商務諮詢有限公司

他

## 関連した漫画
- エンゼルバンク